# Балфур, Бетти
Бетти Балфур (англ. Betty Balfour; 27 марта 1903 — 4 ноября 1977) — британская актриса, популярная в эпоху немого кино, и известная в первую очередь по прозвищам «британская Мэри Пикфорд» и «счастливая королева Великобритании». Наиболее известным фильмом с её участием является Squibs.

## Жизнь и карьера
На протяжении 1920-х годов Балфур была популярна в Великобритании, а в 1927 году газета Daily Mirror назвала актрису «любимой звездой страны». Её талант как актрисы раскрылся в серии комедийных фильмов Джорджа Пирсона Squibs. В других его фильмах Love, Life and Laughter (1923) и Reveille (1924) (найденных в 2014 году), она продемонстрировала, что может играть серьёзные роли. Её роль богатой наследницы в фильме Somebody's Darling (1925) была попыткой избавиться от ассоциации с Squibs, дыбы избежать типажа.
Свой сценический дебют она совершила в 1913 году, в театре «Альгамбра», когда она сыграла в постановке Medora. В 1920 году Т. А. Уэлш и Джордж Пирсон заключили с актрисой контракт на участие в съёмках в фильме Nothing Else Matters. Заменяла Гертруду Лоуренс в постановке The Midnight Follies. Позже Балфур вновь вернулась в кино, появившись в фильме Пирсона Mary Find the Gold.
Балфур не предпринимала попыток достичь популярности в Голливуде, но как и в случае с Айвором Новелло, её талант пользовался огромным спросом в континентальной Европе. В частности она снялась в таких немецких фильмах как, Die sieben Töchter der Frau Gyurkovics и Die Regimentstochter. Также она сотрудничала с Марселем Л’Эрбье, снявшись в его фильме Le Diable au cœur, с Луисом Меркантоном в фильмах Croquette и La Petite Bonne du palace, а также с Гезой фоном Больвари, снявшись в его фильме Тёмные глаза.
Вернувшись в Британию она снялась в фильме Альфреда Хичкока Шампанское (1928). Дебют в звуковом кино Щипцы (1930), по мотивам кинофраншизы Squibs имел лишь умеренный успех. В 1930-х годах её популярность начала снижаться, несмотря на то, что она появилась во вспомогательной роли героини Джесси Мэттьюс в фильме Evergreen (1934). Также она вместе с Джоном Миллсом снялась в фильме Англия навсегда (1935) и появилась в фильме 29 Acacia Avenue (1945).
В личной жизни Балфур менее везло. Её брак с композитором Джимми Кэмпбеллом распался в 1941 году, после десяти лет супружества. В 1952 году она предприняла неудачную попытку вернуться на театральную сцену. Скончалась в возрасте 74 лет в Вейбридже, в графстве Суррей.

## Фильмография
- Nothing Else Matters (1920)
- Mary Find the Gold[англ.] (1921)
- Squibs (1921)
- Squibs Wins the Calcutta Sweep[англ.] (1922)
- Mord Em'ly[англ.] (1922)
- Wee MacGregor's Sweetheart[англ.] (1922)
- Squibs M.P.[англ.] (1923)
- Squibs' Honeymoon[англ.] (1923)
- Love, Life and Laughter (1923)
- Reveille (1924)
- Сестра Сатаны[англ.] (1925)
- Somebody's Darling[англ.] (1925)
- Жемчужина любви[англ.] (1925)
- Монте Карло (1925)
- Die sieben Töchter der Frau Gyurkovics (A Sister of Six) (1926)
- Cinders (1926)
- Blinkeyes[англ.] (1926)
- The Sea Urchins (1926)
- La Petite Bonne du palace (The Maid at the Palace) (1927)
- Croquette (1928)
- Маленькая злобная Девил Мэй Кэр[англ.] (1928)
- Шампанское (1928)
- A Little Bit of Fluff (1928)
- Рай (1928)
- Дочь полка (1929)
- Тёмные глаза (Champagner) (1929)
- The Vagabond Queen (1929)
- Raise the Roof (1930)
- Щипцы[англ.] (также известен под названием The Brat) (1930)
- My Old Dutch (1934)
- Evergreen (1934)
- Squibs (1935)
- Англия навсегда[англ.] (1935)
- Eliza Comes to Stay[англ.] (1936)
- 29 Acacia Avenue[англ.] (1945)